# Crocidura watasei
Crocidura watasei — поширений вид землерийок, ендемік Японії. Його часто можна знайти в чагарниках і на луках уздовж берегів річок і в чагарниках на нижніх висотах.